# Dylan Levitt
Dylan James Christopher Levitt, född 17 november 2000, är en walesisk fotbollsspelare som spelar för Dundee United. Han representerar även Wales landslag.

## Karriär
Den 20 augusti 2021 lånades Levitt ut av Manchester United till Dundee United på ett säsongslån. Den 7 juli 2022 blev Levitt klar för Dundee United permanent, där han skrev på ett tvåårskontrakt.